# An-Nâsir Muhammad ben Qalâ'ûn
Pour les articles homonymes, voir An-Nasir.

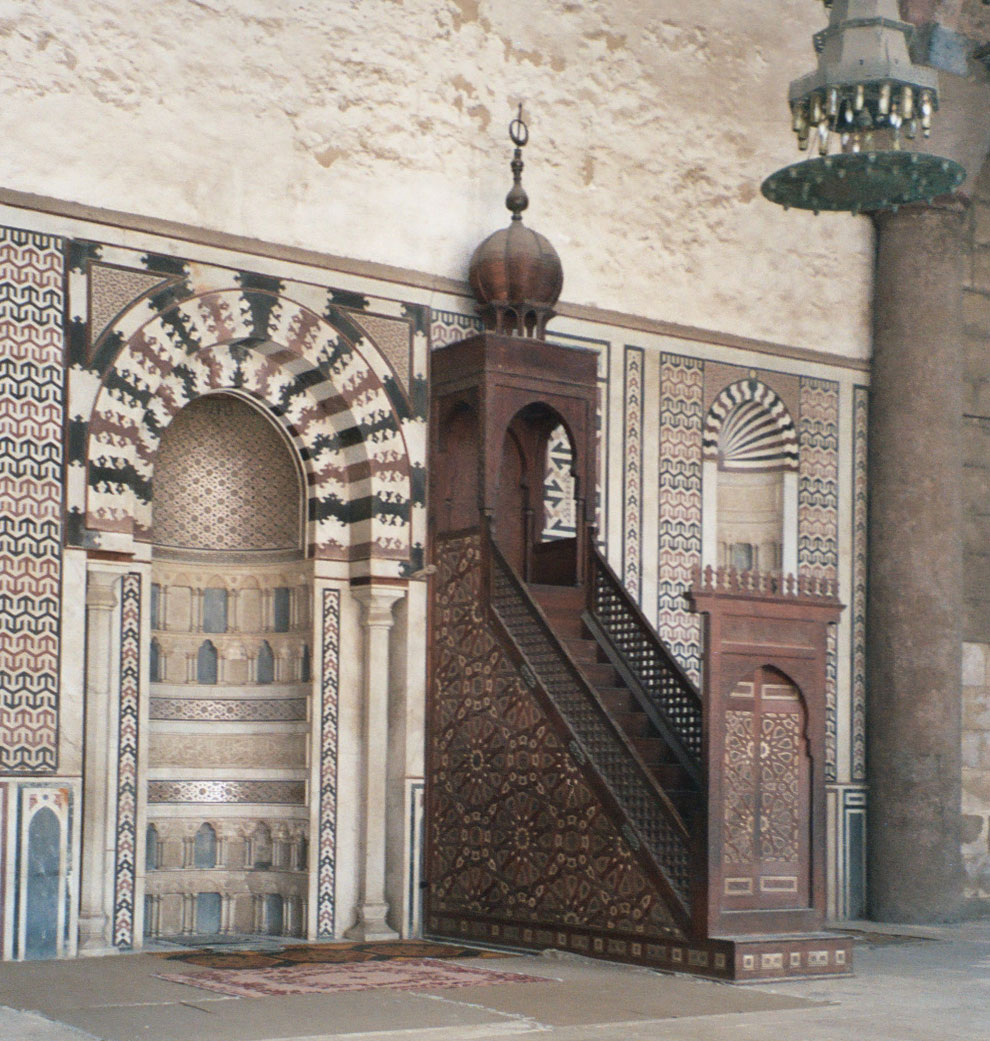
Mosquée An-Nasir Mohammed (Citadelle du Caire)

An-Nâsir Muhammad ben Qalâ'ûn (en arabe : ناصر الدين محمد بن قلاوون) est un sultan mamelouk bahrite d’Égypte de 1293 à 1295 et de 1299 à 1309 et enfin après une courte interruption du 5 mars 1310 à 1341. Il est né au Caire en 1285 et mort au Caire en 1341.
De toute la dynastie bahrite, il est le sultan au plus long règne.

## Biographie

### Premier règne (1293-1295)
Fils d'Al-Mansûr Sayf ad-Dîn Qala'ûn al-Alfi, An-Nâsir Muhammad devient sultan en 1293. Il succède à son aîné Al-Achraf Salâh ad-Dîn Khalîl qui vient d'être assassiné. Son très jeune âge, il n'a alors que neuf ans, fait qu'il n'a aucun pouvoir réel. Son tuteur Kitbugha est en fait le véritable dirigeant de l'Égypte. Ce dernier prend le pouvoir en 1295. An-Nâsir Muhammad est retenu prisonnier dans la forteresse d'Al-Karak. En 1297, Kitbugha est renversé par son naib Lajin. Le règne de Lajin est aussi désastreux que celui de Kitbugha. Il est à son tour renversé par les émirs qui remettent An-Nâsir Muhammad sur le trône.

### Deuxième règne (1299-1309)
En janvier 1299, An-Nâsir Muhammad est en âge de gouverner par lui-même, il reste cependant sous la tutelle de deux émirs rivaux : Rukn ad-Dîn Baybars et Sayf ad-Dîn Salâr,.
En décembre 1299, les Mongols menés par Ghazan avec leurs alliés du royaume arménien de Cilicie envahissent la Syrie, prennent Alep.
Le 3 décembre, An-Nâsir Muhammad est à Damas où il apprend l’arrivée de Ghazan avec une armée formidable. Il fait une distribution d’argent aux cavaliers qui ne l’emploient pas à l’achat de ce dont ils avaient besoin. Les mamelouks sont découragés, ils ont le pressentiment de la défaite, ils voient les habitants de la Syrie qui émigrent à l’approche des Mongols. Les armées Mameloukes sont sévèrement battue près de Homs  à la bataille de Wadi al-Khazandar (22 et 23 décembre 1299). 

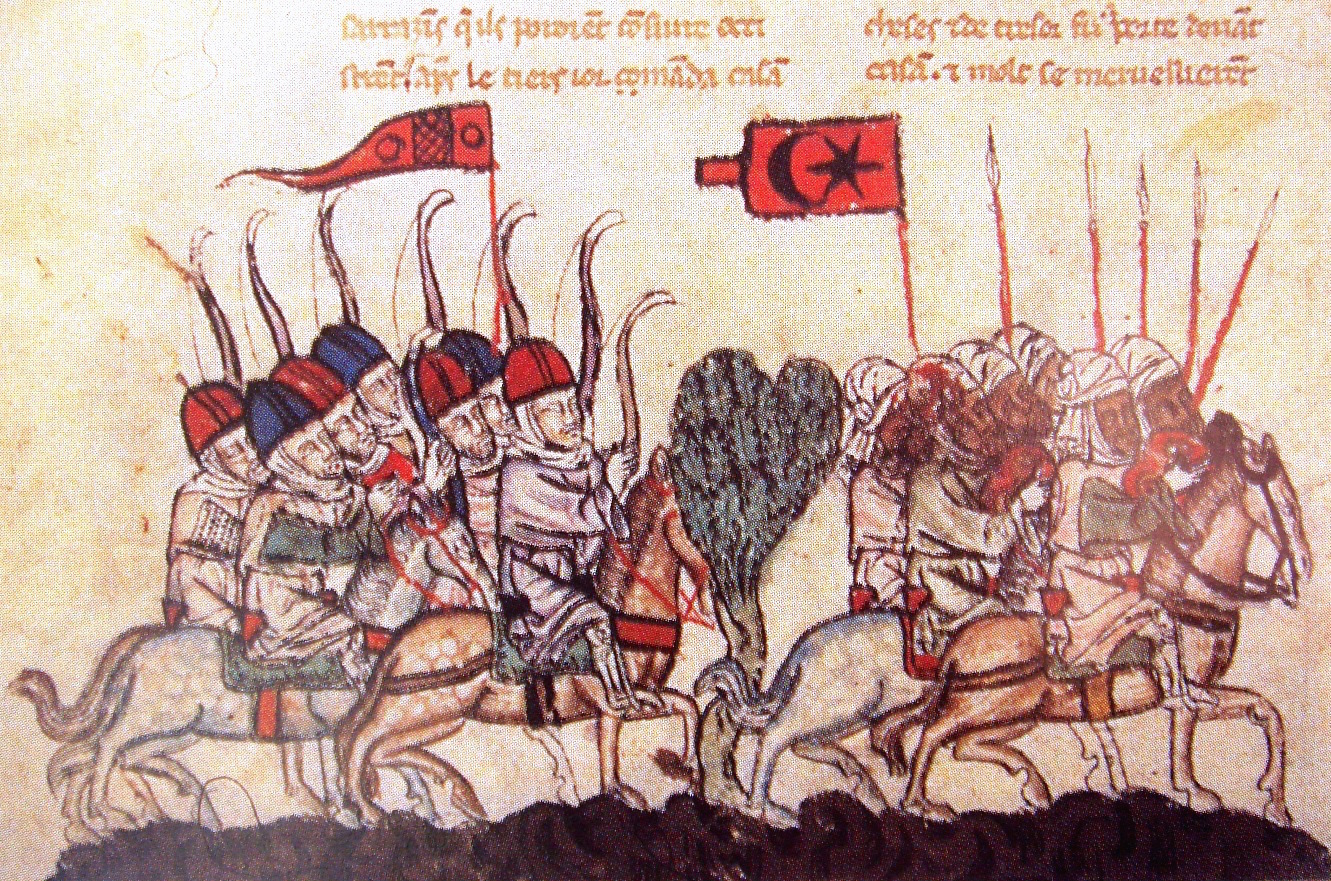
Les archers mongols (à gauche) mettent en fuite les Mamelouks (à droite)

En janvier 1300, Damas se rend à Ghazan sans combat. Le 4 février, Ghazan ayant reçu le tribut des villes conquises, repart vers ses états et franchit l’Euphrate le 16. Les Mamelouks peuvent alors reprendre le terrain perdu.
En 1303, Ghazan fait une nouvelle tentative d'invasion de la Syrie. Il traverse l’Euphrate à Hilla. Il arrive le 18 mars à Al-Rahba. Ghazan apprend alors que Qutlugh Châh, Chupan et Mulay ont traversé l’Euphrate à Raqqa et viennent d’arriver à Alep. Ghazan s’arrête à Deir ez-Zor envoie les troupes qui l’accompagnent rejoindre le gros de l’armée. Il retraverse l’Euphrate et va retrouver sa suite qu'il a laissée à Sinjâr.
L’ex-sultan mamelouk Kitbugha, devenu gouverneur de Hama à la tête d’un régiment de Géorgiens attaque le détachement mongol se trouvant à Arz. Il libère 6 000 prisonniers turcs des deux sexes (31 mars 1303). Lorsque Qutlugh Châh s’approche de Hama, Kitbugha se replie sur Damas. Il quitte la ville et rejoint le gros des armées égyptiennes commandées par le sultan An-Nâsir Muhammad, sur les hauteurs (18 avril). An-Nâsir Muhammad est parti du Caire accompagné du calife Al-Mustakfi Ier le 23 mars. Il campe devant Damas le vendredi 19 avril premier jour du mois de ramadan. La population de la ville est terrifiée d’être restée sans défense. Le samedi, la population s’attendait à une bataille dans les rues de Damas, mais l’armée mongole contourne Damas et se dirige vers Al-Kiswa. Arrivés à Al-Kiswa, les mongols s’arrêtent.
L’armée mongole compte environ 50 000 hommes et comprend deux corps auxiliaires d’Arméniens et de Géorgiens sous les ordres de Qutlugh Châh. De son côté le sultan An-Nâsir Muhammad met ses troupes en ordre de bataille dans une plaine verdoyante appelée Marj as-Suffar. 

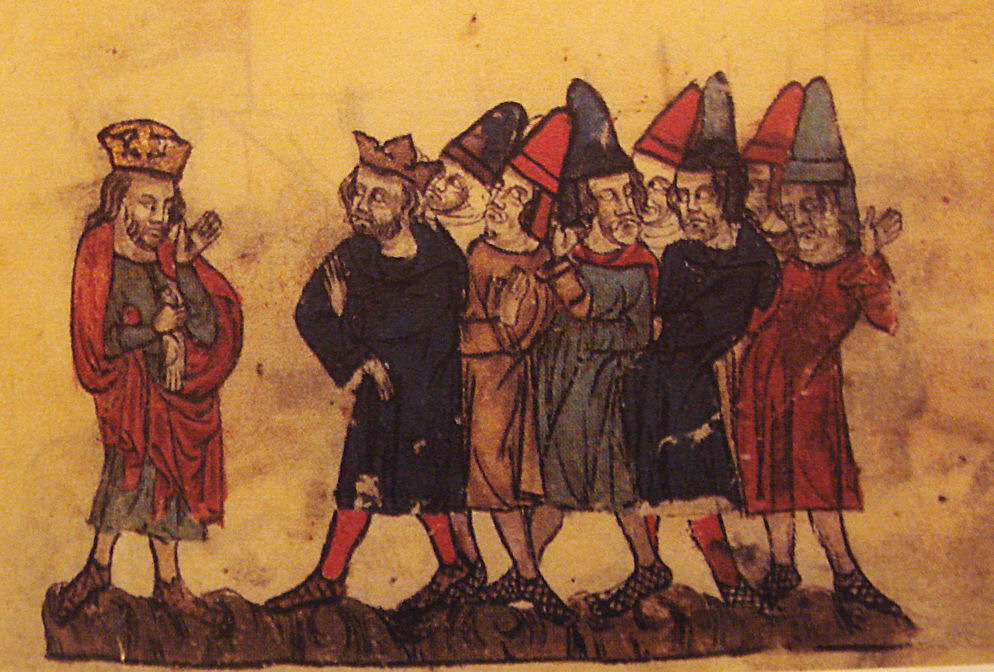
Rencontre entre Héthoum II roi d'Arménie (à gauche) et Ghazan accompagné de ses émirs (à droite) en 1303.

Les Mongols sont mis en déroute. Cette victoire mamelouke marque la dernière tentative mongole d'envahir la Syrie.
Sans plus attendre An-Nâsir Muhammad entreprend une offensive contre le royaume arménien de Cilicie. Il s'empare de Tell Hamnoun, le roi Héthoum achète la paix au prix d'une somme énorme.
An-Nâsir Muhammad supporte de moins en moins la tutelle des deux émirs Rukn ad-Dîn Baybars et Sayf ad-Dîn Salâr. Il tente de les faire arrêter mais renonce devant les risques d'une telle opération. Il prétend alors faire le pèlerinage à La Mecque accompagné de ses deux tuteurs. Il s'arrête à Al-Karak et les prévient qu'il ne poursuivra pas son chemin vers La Mecque. Les deux émirs le somment alors d'abdiquer, ce qu'il fait sur le champ et Rukn ad-Dîn Baybars (Baybars II) se fait élire sultan. An-Nâsir Muhammad reçoit néanmoins le soutien des gouverneurs de Homs et d'Alep qui lui étaient favorable. Les menaces de Rukn ad-Dîn Baybars restent sans effets car An-Nâsir Muhammad parvient à réunir une armée plus forte que celle de son rival. Sayf ad-Dîn Salâr prend le parti de rejoindre An-Nâsir Muhammad. Rukn ad-Dîn Baybars abdique et s'enfuit. Il est rattrapé et étranglé devant An-Nâsir Muhammad. Sayf ad-Dîn Salâr est arrêté et sa fortune est confisquée, on le laisse mourir de faim. Le 5 avril 1310, An-Nâsir Muhammad monte sur le trône pour la troisième fois,.

### Troisième règne (1310-1341)
An-Nâsir Muhammad a un règne paisible jusqu'en 1341. Ce troisième règne est considéré comme une période de stabilité économique et politique au cours de laquelle les arts et la culture s'épanouirent.
Au début de ce troisième règne, An-Nâsir Muhammad commence par éloigner les éléments les moins sûrs. Il reste entouré d'un petit groupe de fidèles. Il achète un grand nombre d'esclaves d'origine mongole dont il s'entoure. Les destitutions se succèdent et à chaque fois, An-Nâsir Muhammad s'empare de la fortune de ceux qui avaient la réputation d'être riches. Il acquiert ainsi la réputation d'être avide, fourbe et cruel. Il aurait ainsi fait exécuter pas moins de cent-cinquante émirs ou fonctionnaires ou autres, emprisonnés et torturés jusqu'à ce qu'ils avouent où sont cachées leurs richesses.
Dur et cruel avec les riches, An-Nâsir Muhammad applique strictement les préceptes d'équité de l'islam. Dès qu'un impôt lui paraît excessif, il le réduit, les prix des denrées sont contrôlés. Lors d'une famine, il fait importer du blé pour le distribuer aux plus nécessiteux.
Il reprend l'idée de la réforme que Lajin avait commencée entre 1298 et 1299, mais qui avait causé sa perte. Il la met en œuvre progressivement en commençant par la région de Damas. Le partage des ressources produite en Égypte est modifié : Au lieu de recevoir 4/24e, le sultan reçoit 10/24e, les émirs qui recevaient les 20/24e ne reçoivent plus que les 14/24e restants. Les émirs accusent alors les chrétiens de vouloir les ruiner car An-Nâsir Muhammad est entouré de fonctionnaires coptes. Cette situation serait à l'origine de mouvement anti-chrétiens en Égypte et en Syrie.
An-Nâsir Muhammad achète un grand nombre d'esclaves pour renforcer son pouvoir car il n'a pas confiance dans les Mamelouks qui ont servi sous ces prédécesseurs. Ses esclaves préférés proviennent de la Horde d'or. Leur prix et le coût de leur éducation augmente d'autant plus que beaucoup d'entre eux se sont convertis à l'islam et ne peuvent donc plus être réduits en esclavage ce qui en raréfie cette source d'approvisionnement. Le harem royal qui comprend jusqu'à mille-deux-cents femmes esclaves, et la cour engloutissent des sommes considérables. Son rayonnement est tel que les Mongols lui offrent d'épouser Tulubiyya, une descendante de Gengis Khan.
An-Nâsir Muhammad est soucieux de rester en contact avec la population lors des audiences de justice qu'il tient deux fois par semaine devant la porte de la citadelle. Il est accompagné de quatre cadis des quatre rites (madhhab) chaféite, hanéfite, hanbalite et malékite. Le sultan écoute les doléances de ses sujets, prend conseil auprès des juristes qui l'entourent et prononce son jugement qui est sans appel.
Après leur défaite à Marj as-Suffar, les Mongols ne sont plus un danger. Les armées mameloukes n'ont plus guère l'occasion de montrer leur valeur. Elles vont intervenir au Yémen pour mettre à la raison la dynastie rassoulide qui se voulait protectrice des lieux saints de l'islam. Elles interviennent aussi en Petite-Arménie, en Nubie et en Ifriqiya. À deux reprises des envoyés du sultan de Delhi Muhammad bin-Tughlûq viennent au Caire solliciter le soutien d'An-Nâsir Muhammad contre le khanat de Djaghataï. L'empire byzantin est menacé par les incursions turques en Anatolie, mais pour l'instant la puissance montante des ottomans n'inquiète pas encore le sultan d'Égypte qui n'intervient pas malgré les sollicitations de l'empereur Andronic. Il refuse d'octroyer une bande de territoire qui permettrait aux pèlerins occidentaux de débarquer et aller à Jérusalem.
En 1336, An-Nâsir Muhammad arrête le calife Al-Mustakfi et l'enferme avec toute sa famille dans la citadelle du Caire avant de l'exiler à Qûs.
Al-Mustakfi décède en 1339/1340. An-Nâsir Muhammad passe outre au désir du défunt de voir son fils lui succéder et désigne autoritairement comme successeur Ibrâhîm al-Wâthik Ier petit-fils d'Al-Hakim Ier. Contrairement à ce qui est arrivé en 1302, ce n'est pas le sultan qui prononce un serment d'allégeance au calife, mais c'est le calife qui fait allégeance au sultan. An-Nâsir Muhammad prive ce nouveau calife de tout honneur, pendant plusieurs mois son nom n'est même plus mentionné pendant la khutbah au Caire.
An-Nâsir Muhammad tombe malade en 1340. Il décède en 1341, semble-t-il après avoir fait disparaître certains de ses émirs susceptibles de contester ses héritiers.

### La succession
À sa mort, An-Nâsir Muhammad laisse quatorze fils et onze filles. Il est enterré rapidement et sans cérémonie dans le mausolée de son père sans la présence de membres de sa nombreuse famille. Sa disparition ouvre une période de luttes entre les prétendants aux trône et les émirs.
Son fils aîné est décédé avant lui, An-Nâsir Muhammad élimine le second car il est trop frivole pour régner aussi c'est Al-Mansûr Sayf ad-Dîn Abu-Bakr qui lui succède. Huit de ses enfants vont lui succéder pendant les vingt-et-un ans suivants. An-Nâsir al-Hasan est le seul de ses fils qui règne plus de trois ans. Jusqu'en 1382, douze de ses descendants vont se succéder. Cette période d'instabilité se termine avec l'accession au pouvoir de Barquq qui marque aussi la transition avec la dynastie des Burjites :
- Al-Mansûr Sayf ad-Dîn Abu-Bakr, il ne règne que quelques mois en 1341.
- Al-Ashrâf Ala ad-Dîn Kûjuk, il ne règne que quelques mois en fin 1341 et est démis début 1342.
- An-Nâsir Shihab ad-Dîn Ahmad, il se retire volontairement après quelques mois en 1342.
- As-Sâlih `Imâd ad-Dîn Ismâ`îl, il règne à partir de 1342 et est mis à mort en 1345.
- Al-Kâmil Sayf ad-Dîn Shaban, il est mis à mort en 1346.
- Al-Muzaffar Sayf ad-Dîn Hâjjî, il est mis à mort en 1347.

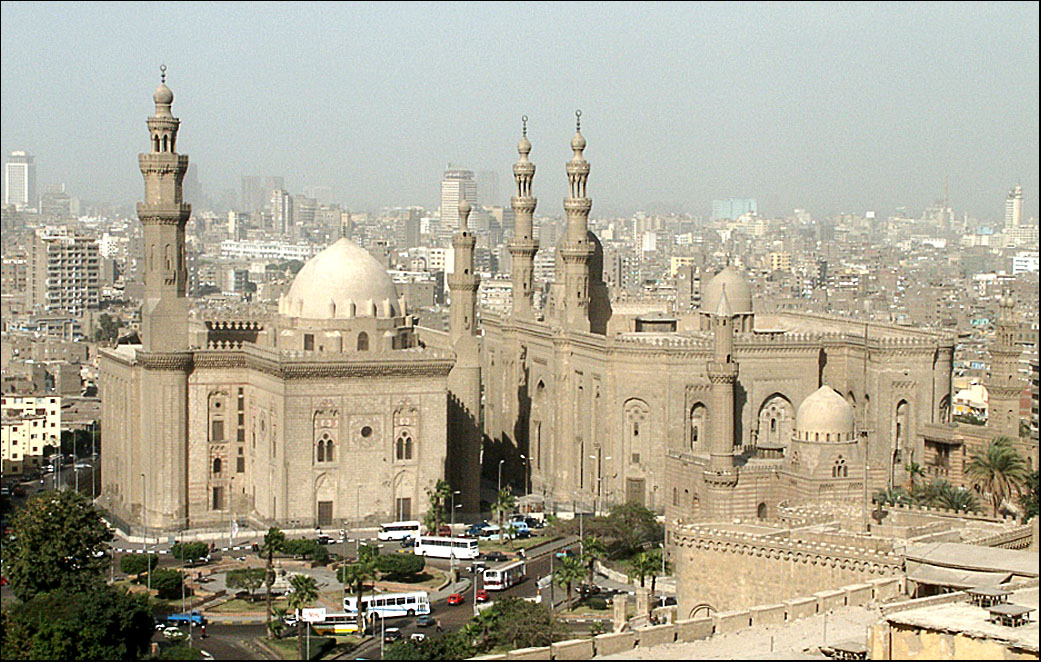
La mosquée d'An-Nâsir al-Hasan au Caire (dite mosquée du Sultan Hasan construite entre 1356 et 1363) (à gauche), la mosquée de droite est celle d'Al-Rifai (construite entre 1867 et 1912).

- An-Nâsir al-Hasan. Le règne d'An-Nâsir al-Hasan est le plus long des huit fils d'An-Nâsir Muhammad, son règne est en deux périodes. En 1348, l’Égypte est ravagée par une épidémie de peste noire. Son premier règne est interrompu en 1351 par celui de son dernier frère As-Sâlih Salâh ad-Dîn Sâlih jusqu'en 1354. Il revient au pouvoir et règne jusqu'en 1361. An-Nâsir al-Hasan est ramené au pouvoir. Il termine sa vie emprisonné et probablement assassiné, son corps n'a jamais été retrouvé[30]. Son neveu Al-Mansûr Salâh ad-Dîn Muhammad fils de Al-Muzaffar Sayf ad-Dîn Hâjjî lui succède.
- As-Sâlih Salâh ad-Dîn Sâlih, il règne entre 1351 et 1354 entre les deux règnes d'An-Nâsir al-Hasan.

## L'héritage
Pendant le règne d'An-Nâsir Muhammad, d’importants travaux ont été effectués. Il a fait recreuser le canal qui permet d'aller d'Alexandrie au Nil. Il a fait construire un aqueduc amenant l'eau du Nil dans la citadelle du Caire. Il a fait bâtir treize mosquées qui sont parmi les plus beaux exemples de l'architecture islamique en plus des madrasas et des bains publics. La madrasa-mausolée portant son nom a un portail gotique provenant d'une église d'Acre. La mosquée qui porte son nom sur la citadelle du Caire a été en partie construite avec des pierres prises lors de la démolition de la cathédrale d'Acre. Il fait creuser un puits auquel tous, même les plus pauvres, pourront avoir accès.

## Un récit d'Ibn Battûta

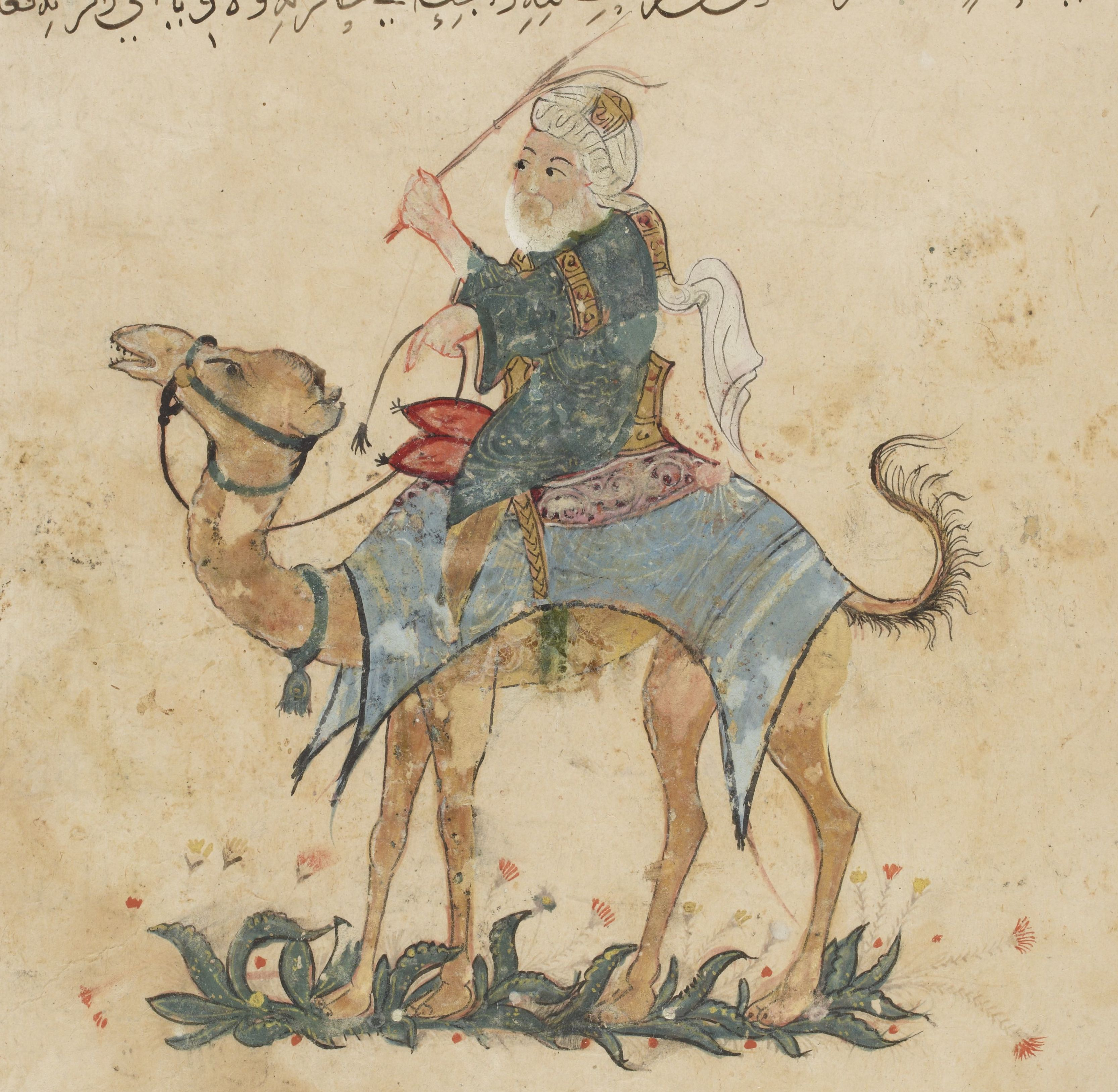
Ibn Battûta.

« Lorsque j'arrivai au Caire, le souverain égyptien était al-Malik an-Nâsir Abû al-Fath Muhammad ben al-Malik al-Mansûr Sayf ad-Dîn Qalâwûn as-Sâlihî. Qalâwûn était connu sous le nom d'al-Alfî parce qu'al-Malik as-Sâlih l'avait acheté mille dinars-or. Il était originaire du Qifjaq. Al-Malik an-Nâsir était réputé pour sa conduite généreuse et son grand mérite. De s'être dévoué pour les deux villes saintes et nobles [La Mekke et Médine] suffit à sa gloire. Il faut ajouter les œuvres pies qu'il fait chaque année : aider les pèlerins en leur fournissant des chameaux pour transporter les vivres et l'eau, ce, pour les dévots et les pauvres, et. transporter aussi ceux qui traînent la patte ou sont trop faibles pour marcher sur les routes égyptienne et syrienne. Al-Malik an-Nâsir a fait construire une, zâwiya à Siryâqus, à l'extérieur du Caire. Mais que représente-t-elle à côté de la zâwiya qu'a édifiée notre seigneur l'émir des Croyants, défenseur de la religion, refuge des pauvres et des malheureux, lieutenant d'Allah sur terre, assumant la guerre sainte comme œuvre surérogatoire et obligatoire, Abû 'Inân - Que Dieu l'assiste, le fasse triompher, lui rende la victoire facile et le fasse réussir -, zâwiya bâtie à l'extérieur de sa capitale, ville brillante - Que Dieu la garde ! - et qui n'a pas sa pareille sur terre grâce à sa situation parfaite, à sa splendide architecture, ses sculptures sur plâtre, car les Orientaux ne sont pas capables d'en construire une aussi belle,! »